# One on One (serie televisiva)
One on One è una serie televisiva statunitense in 113 episodi trasmessi per la prima volta nel corso di 5 stagioni dal 2001 al 2006.

## Trama
Mark "Flex" Washington è un giornalista sportivo che diventa papà a tempo pieno quando la sua ex-moglie decide di accettare un lavoro all'estero e la sua figlia adolescente Breanna si trasferisce da lui. La serie è ambientata a Baltimora per le prime quattro stagioni e a Los Angeles per la stagione finale.

## Personaggi e interpreti

### Personaggi principali
- Breanna Barnes (113 episodi, 2001-2006), interpretata da Kyla Pratt.
- Arnaz Ballard (112 episodi, 2001-2006), interpretato da Robert Ri'chard.
- Mark "Flex" Washington (97 episodi, 2001-2006), interpretato da Flex Alexander.
- Duane Odell Knox (91 episodi, 2001-2005), interpretata da Kelly Perine.
- Spirit Jones (90 episodi, 2001-2005), interpretato da Sicily.
- Cash (22 episodi, 2005-2006), interpretato da Jonathan Chase.
- Lisa Sanchez (22 episodi, 2005-2006), interpretata da Camille Mana.
- Sara (22 episodi, 2005-2006), interpretata da Nicole Paggi.
- D-Mack (22 episodi, 2005-2006), interpretato da Ray J.

### Personaggi secondari
- Candy Taylor (16 episodi, 2002-2005), interpretata da Shondrella Avery.
- Nicole Barnes (15 episodi, 2001-2005), interpretata da Tichina Arnold.
- Danielle (13 episodi, 2004-2006), interpretato da Saskia Garel.
- Walt Powell (12 episodi, 2002-2004), interpretato da Rashaan Nall.
- Natalie (12 episodi, 2002-2003), interpretata da Melissa De Sousa.
- Richard Barnes (11 episodi, 2001-2004), interpretato da Ron Canada.
- Josh (11 episodi, 2002-2003), interpretato da Josh Henderson.
- Tonya (9 episodi, 2001-2005), interpretata da Tamala Jones.
- Ginger (9 episodi, 2002-2003), interpretata da Khanya Mkhize.
- Eunice Barnes (8 episodi, 2001-2003), interpretato da Joan Pringle.
- Butter (8 episodi, 2004-2005), interpretato da Greg Cipes.
- Malik (7 episodi, 2002-2003), interpretato da Omar Gooding.
- Benjamin (7 episodi, 2005-2006), interpretato da Ernie Grunwald.
- Stacy (6 episodi, 2001-2002), interpretato da Holly Robinson Peete.
- Geraldine Murphy (6 episodi, 2003-2004), interpretata da Beth Littleford.
- Holly Spears (6 episodi, 2003-2004), interpretata da Jenny McCarthy.
- Matt (6 episodi, 2004-2005), interpretato da Curtis Armstrong.
- Charlie Marseilles (6 episodi, 2004-2005), interpretato da Cherie.
- Ace Fields (6 episodi, 2004-2005), interpretato da Grapevine.
- Manny (6 episodi, 2005-2006), interpretato da Kel Mitchell.
- Leilani (5 episodi, 2002-2004), interpretato da Kim Coles.
- Hank (5 episodi, 2002-2003), interpretato da Toby Huss.
- Ranya (5 episodi, 2004-2005), interpretata da Ivana Miličević.
- Manny (4 episodi, 2003-2006), interpretato da Laz Alonso.
- Miss Laurel (4 episodi, 2004-2005), interpretato da Kendahl King.
- Michelle McGinty (4 episodi, 2006), interpretato da Brandy Norwood.
- Dottor Gilkes (3 episodi, 2001-2002), interpretata da Patricia Belcher.
- Female Singing Group (3 episodi, 2002-2005), interpretata da Wynonna Smith.
- Kevin Barnes (3 episodi, 2004-2006), interpretato da Marques Houston.
- Buffy (3 episodi, 2004-2005), interpretato da Tiffany Michael.
- Stephanie (3 episodi, 2004), interpretata da Portia Realer.
- Andrew (3 episodi, 2005-2006), interpretato da Cristián de la Fuente.
- Calvin (3 episodi, 2006), interpretato da B.J. Britt.

## Produzione
La serie, ideata da Eunetta T. Boone, fu prodotta da The Greenblatt Janollari Studio, Daddy's Girl Productions e Paramount Network Television e girata nei Paramount Studios a Hollywood e a Los Angeles in California.

### Registi
Tra i registi sono accreditati:
- Ken Whittingham in 24 episodi (2001-2006)
- Ellen Gittelsohn in 20 episodi (2001-2002)
- Brian K. Roberts in 13 episodi (2002-2004)
- Maynard C. Virgil I in 9 episodi (2003-2006)
- Leonard R. Garner Jr. in 6 episodi (2002-2005)
- Alfonso Ribeiro in 6 episodi (2005-2006)
- Chip Fields in 5 episodi (2003-2006)
- Mary Lou Belli in 5 episodi (2003-2005)
- Gary Shimokawa in 4 episodi (2003)
- Katy Garretson in 3 episodi (2003-2006)

### Sceneggiatori
Tra gli sceneggiatori sono accreditati:
- Eunetta T. Boone in 14 episodi (2001-2005)
- David Hoge in 9 episodi (2002-2006)
- Bennie R. Richburg Jr. in 9 episodi (2002-2005)
- Eric Lev in 8 episodi (2001-2006)
- Kenny Smith Jr. in 8 episodi (2001-2004)
- Arthur Harris in 8 episodi (2001-2003)
- Dan Cross in 8 episodi (2002-2006)
- Susan Nirah Jaffe in 7 episodi (2002-2005)
- Erica Montolfo in 5 episodi (2002-2004)
- Meg DeLoatch in 4 episodi (2001-2003)
- Bill Fuller in 4 episodi (2001-2003)
- Jim Pond in 4 episodi (2001-2003)
- Charlie Bonomo in 3 episodi (2002-2003)
- MaLyssa Scott in 3 episodi (2003-2004)
- Bill Boulware in 3 episodi (2004-2006)
- Lee House in 3 episodi (2004-2005)
- Devon Shepard in 3 episodi (2005-2006)
- Stacy A. Littlejohn in 2 episodi (2002)
- Susan Watanabe in 2 episodi (2003-2004)
- Michelle Listenbee Brown in 2 episodi (2005-2006)
- Eric Lapidus in 2 episodi (2005-2006)

## Distribuzione
La serie fu trasmessa negli Stati Uniti dal 3 settembre 2001 al 15 maggio 2006 sulla rete televisiva UPN.

## Episodi
| Stagione         | Episodi | Prima TV USA |
| ---------------- | ------- | ------------ |
| Prima stagione   | 22      | 2001-2002    |
| Seconda stagione | 23      | 2002-2003    |
| Terza stagione   | 24      | 2003-2004    |
| Quarta stagione  | 22      | 2004-2005    |
| Quinta stagione  | 22      | 2005-2006    |